# Jochen Klepper
Jochen Klepper (Beuthen an der Oder, 22 marzo 1903 – Berlino, 11 dicembre 1942) è stato un poeta, scrittore e giornalista tedesco, nato in una famiglia protestante, sposo' una donna ebrea che aveva gia' una figlia, con le quali nel 1942 si suicido' per evitare di venir rinchiusi in un campo di concentramento.

## Opere principali
- Der Kahn der fröhlichen Leute (1933)
- Der Vater (1937)
- Der Soldatenkönig und die Stillen im Lande (1938)
- Kyrie (1938)
- In tormentis pinxit (1938)
- Der christliche Roman (1940)

Pubblicazioni postume
- Die Flucht der Katharina von Bora (postumo, 1951);
- Unter dem Schatlen deiner Flügel. Aus den Tagebüchern der Jahre (1932-1942, 1956)
- Überwindung (1958)